# Saison 2014 de l'ATP
Cet article traite de la saison 2014 masculine. Pour la saison 2014 féminine, voir Saison 2014 de la WTA.
Pour un article plus général, voir 2014 en tennis.
Pour un article plus général, voir ATP World Tour.
Vainqueurs des tournois majeurs
Cet article rassemble les résultats des tournois de tennis masculin de la saison 2014. Celle-ci est constituée de 65 tournois répartis en plusieurs catégories :
- 60 organisés par l'ATP : 
  - les Masters 1000, au nombre de 9 ;
  - les ATP 500, au nombre de 11 :
  - les ATP 250, au nombre de 39 ;
  - les ATP World Tour Finals qui réunissent les huit meilleurs joueurs et paires au classement ATP Race en fin de saison ;
- 5 organisés par l'ITF :
  - les 4 tournois du Grand Chelem ;
  - la Coupe Davis (compétition par équipes).

La Hopman Cup est une compétition mixte (par équipes), elle est organisée par l'ITF.
Andy Murray, Juan Martín del Potro, Lleyton Hewitt, Marin Čilić, Novak Djokovic, Rafael Nadal, Roger Federer et Stanislas Wawrinka sont les seuls joueurs en activité qui ont remporté un tournoi du Grand Chelem.

## Nouveautés de la saison
- La semaine de repos a été réintroduite entre le Masters de Paris-Bercy et les ATP World Tour Finals.
- En ATP 500 :
  -  Memphis (dur (int.)) est rétrogradé en ATP 250 (même surface) et prend la place de San José.
  - Rio de Janeiro apparaît dans la catégorie ATP 500 (pour remplacer Memphis) et se joue sur terre battue en extérieur.
  - Acapulco (terre (ext.)) se joue désormais sur dur (ext.)[2].
- En ATP 250 :
- San José (dur (int.)) est retiré du calendrier.
- Saint-Pétersbourg déménage à Tel Aviv, en Israël qui n'avait plus été au calendrier depuis 1996[3]. Cependant, le tournoi israélien est annulé pour des questions de sécurité durant le conflit israélo-palestinien[4]. En conséquence ni Tel-Aviv ni Saint-Pétersbourg n'organisent de tournoi en 2014, ce dernier reprendra sa place dans le calendrier la saison prochaine.
- Bangkok (dur (int.)) disparaît pour laisser place à Shenzhen (dur (ext.)), (disputé en Chine)[5].

## Classements

### Évolution du top 10
| Rang | Nom                   | Points |
| ---- | --------------------- | ------ |
| 1    | Rafael Nadal          | 13030  |
| 2    | Novak Djokovic        | 12260  |
| 3    | David Ferrer          | 5800   |
| 4    | Andy Murray           | 5790   |
| 5    | Juan Martín del Potro | 5255   |
| 6    | Roger Federer         | 4205   |
| 7    | Tomáš Berdych         | 4180   |
| 8    | Stanislas Wawrinka    | 3730   |
| 9    | Richard Gasquet       | 3300   |
| 10   | Jo-Wilfried Tsonga    | 3065   |

| Rang | Nom               | Points |
| ---- | ----------------- | ------ |
| 1    | Bob Bryan         | 14960  |
| 1    | Mike Bryan        | 14960  |
| 3    | Bruno Soares      | 7380   |
| 4    | Alexander Peya    | 7310   |
| 5    | David Marrero     | 5150   |
| 6    | Marcelo Melo      | 5135   |
| 7    | Ivan Dodig        | 5030   |
| 8    | Fernando Verdasco | 4580   |
| 9    | Radek Štěpánek    | 4035   |
| 10   | Leander Paes      | 4025   |

| Rang | Évolution       | Nom                | Points |
| ---- | --------------- | ------------------ | ------ |
| 1    | en augmentation | Novak Djokovic     | 11360  |
| 2    | en augmentation | Roger Federer      | 9775   |
| 3    | en diminution   | Rafael Nadal       | 6835   |
| 4    | en augmentation | Stanislas Wawrinka | 5370   |
| 5    | en augmentation | Kei Nishikori      | 5025   |
| 6    | en diminution   | Andy Murray        | 4675   |
| 7    | en stagnation   | Tomáš Berdych      | 4665   |
| 8    | en augmentation | Milos Raonic       | 4440   |
| 9    | en augmentation | Marin Čilić        | 4150   |
| 10   | en diminution   | David Ferrer       | 4045   |

| Rang | Évolution       | Nom                    | Points |
| ---- | --------------- | ---------------------- | ------ |
| 1    | en stagnation   | Bob Bryan              | 12740  |
| 1    | en stagnation   | Mike Bryan             | 12740  |
| 3    | en augmentation | Daniel Nestor          | 6430   |
| 4    | en augmentation | Nenad Zimonjić         | 6270   |
| 5    | en augmentation | Julien Benneteau       | 5350   |
| 6    | en stagnation   | Marcelo Melo           | 5100   |
| 7    | en augmentation | Édouard Roger-Vasselin | 5050   |
| 8    | en augmentation | Marcel Granollers      | 4830   |
| 9    | en augmentation | Marc López             | 4650   |
| 10   | en diminution   | Alexander Peya         | 4570   |
| 10   | en diminution   | Bruno Soares           | 4570   |

### Statistiques du top 20
| #  | Joueurs                     | Points | Tournois joués | Classement en 2013 | + élevé | - élevé | Evolution '13>'14 |
| -- | --------------------------- | ------ | -------------- | ------------------ | ------- | ------- | ----------------- |
| 1  | Novak Djokovic (SRB)        | 11 360 | 15             | 2                  | 1       | 2       | 1                 |
| 2  | Roger Federer (SUI)         | 9 775  | 17             | 6                  | 2       | 8       | 4                 |
| 3  | Rafael Nadal (ESP)          | 6 835  | 15             | 1                  | 1       | 3       | 2                 |
| 4  | Stanislas Wawrinka (SUI)    | 5 370  | 18             | 8                  | 3       | 8       | 4                 |
| 5  | Kei Nishikori (JPN)         | 5 025  | 18             | 17                 | 5       | 21      | 12                |
| 6  | Andy Murray (GBR)           | 4 675  | 21             | 4                  | 4       | 12      | 2                 |
| 7  | Tomáš Berdych (CZE)         | 4 665  | 23             | 7                  | 5       | 7       | =                 |
| 8  | Milos Raonic (CAN)          | 4 440  | 20             | 11                 | 6       | 12      | 3                 |
| 9  | Marin Čilić (CRO)           | 4 150  | 23             | 37                 | 8       | 37      | 28                |
| 10 | David Ferrer (ESP)          | 4 045  | 25             | 3                  | 3       | 10      | 7                 |
| 11 | Grigor Dimitrov (BUL)       | 3 645  | 21             | 23                 | 8       | 23      | 12                |
| 12 | Jo-Wilfried Tsonga (FRA)    | 2 740  | 18             | 10                 | 10      | 17      | 2                 |
| 13 | Ernests Gulbis (LAT)        | 2 455  | 23             | 24                 | 10      | 24      | 11                |
| 14 | Feliciano López (ESP)       | 2 130  | 26             | 28                 | 14      | 37      | 14                |
| 15 | Roberto Bautista-Agut (ESP) | 2 110  | 23             | 58                 | 14      | 73      | 43                |
| 16 | Kevin Anderson (RSA)        | 2 080  | 24             | 20                 | 16      | 22      | 4                 |
| 17 | Tommy Robredo (ESP)         | 2 015  | 26             | 18                 | 14      | 22      | 1                 |
| 18 | Gaël Monfils (FRA)          | 1 900  | 16             | 31                 | 15      | 32      | 13                |
| 19 | John Isner (USA)            | 1 890  | 23             | 14                 | 9       | 19      | 5                 |
| 20 | Fabio Fognini (ITA)         | 1 790  | 25             | 16                 | 13      | 21      | 4                 |

### Gains en tournoi
| #  | Joueur                   | Simple       | Double   | Total        |
| -- | ------------------------ | ------------ | -------- | ------------ |
| 1  | Novak Djokovic (SRB)     | 14 250 527 $ | 18,935 $ | 14 269 462 $ |
| 2  | Roger Federer (SUI)      | 9 343 988 $  | 49,134 $ | 9 393 122 $  |
| 3  | Rafael Nadal (ESP)       | 6 736 843 $  | 9,630 $  | 6 746 473 $  |
| 4  | Stanislas Wawrinka (SUI) | 5 582 116 $  | 54,559 $ | 5 636 675 $  |
| 5  | Marin Čilić (CRO)        | 4 879 359 $  | 77,929 $ | 4 957 288 $  |
| 6  | Kei Nishikori (JPN)      | 4 431 363 $  | 7,855 $  | 4 439 218 $  |
| 7  | Tomáš Berdych (CZE)      | 3 899 534 $  | 44,534 $ | 3 944 068 $  |
| 8  | Andy Murray (GBR)        | 3 904 822 $  | 13,420 $ | 3 918 242 $  |
| 9  | Milos Raonic (CAN)       | 3 494 480 $  | 20,263 $ | 3 514 743 $  |
| 10 | David Ferrer (ESP)       | 2 809 026 $  | 6,040 $  | 2 815 066 $  |

## Palmarès
| Catégorie                   |
| --------------------------- |
| Grand Chelem                |
| ATP World Tour Finals       |
| ATP World Tour Masters 1000 |
| ATP World Tour 500          |
| ATP World Tour 250          |

### Simple
| No | Date       | Nom et lieu du tournoi                                          | Catégorie    | Dotation       | Surface      | Vainqueur              | Finaliste              | Score                     | [ 1 ]   |
| -- | ---------- | --------------------------------------------------------------- | ------------ | -------------- | ------------ | ---------------------- | ---------------------- | ------------------------- | ------- |
| 1  | 30/12/2013 | Brisbane International by Suncorp, Brisbane                     | ATP 250      | 452 670 $      | Dur (ext.)   | Lleyton Hewitt         | Roger Federer          | 6-1, 4-6, 6-3             | Tableau |
| 2  | 30/12/2013 | Qatar ExxonMobil Open, Doha                                     | ATP 250      | 1 096 910 $    | Dur (ext.)   | Rafael Nadal           | Gaël Monfils           | 6-1, 65-7, 6-2            | Tableau |
| 3  | 30/12/2013 | Aircel Chennai Open, Chennai                                    | ATP 250      | 399 985 $      | Dur (ext.)   | Stanislas Wawrinka     | Édouard Roger-Vasselin | 7-5, 6-2                  | Tableau |
| 4  | 06/01/2014 | Apia International Sydney, Sydney                               | ATP 250      | 452 670 $      | Dur (ext.)   | Juan Martín del Potro  | Bernard Tomic          | 6-3, 6-1                  | Tableau |
| 5  | 06/01/2014 | Heineken Open, Auckland                                         | ATP 250      | 455 190 $      | Dur (ext.)   | John Isner             | Lu Yen-hsun            | 7-64, 7-67                | Tableau |
| 6  | 13/01/2014 | Australian Open, Melbourne                                      | G. Chelem    | 14 982 200 AU$ | Dur (ext.)   | Stanislas Wawrinka     | Rafael Nadal           | 6-3, 6-2, 3-6, 6-3        | Tableau |
| 7  | 03/02/2014 | Open Sud de France, Montpellier                                 | ATP 250      | 426 605 €      | Dur (int.)   | Gaël Monfils           | Richard Gasquet        | 6-4, 6-4                  | Tableau |
| 8  | 03/02/2014 | PBZ Zagreb Indoors, Zagreb                                      | ATP 250      | 426 605 €      | Dur (int.)   | Marin Čilić            | Tommy Haas             | 6-3, 6-4                  | Tableau |
| 9  | 03/02/2014 | Royal Guard Open Chile, Viña del Mar                            | ATP 250      | 426 605 $      | Terre (ext.) | Fabio Fognini          | Leonardo Mayer         | 6-2, 6-4                  | Tableau |
| 10 | 10/02/2014 | ABN AMRO World Tennis Tournament, Rotterdam                     | ATP 500      | 1 369 305 €    | Dur (int.)   | Tomáš Berdych          | Marin Čilić            | 6-4, 6-2                  | Tableau |
| 11 | 10/02/2014 | U.S. National Indoor Tennis Championships, Memphis              | ATP 250      | 568 805 $      | Dur (int.)   | Kei Nishikori          | Ivo Karlović           | 6-4, 7-60                 | Tableau |
| 12 | 10/02/2014 | Copa Claro, Buenos Aires                                        | ATP 250      | 488 890 $      | Terre (ext.) | David Ferrer           | Fabio Fognini          | 6-4, 6-3                  | Tableau |
| 13 | 17/02/2014 | Rio Open by Claro hdtv, Rio de Janeiro                          | ATP 500      | 1 309 770 $    | Terre (ext.) | Rafael Nadal           | Alexandr Dolgopolov    | 6-3, 7-63                 | Tableau |
| 14 | 17/02/2014 | Open 13, Marseille                                              | ATP 250      | 549 260 €      | Dur (int.)   | Ernests Gulbis         | Jo-Wilfried Tsonga     | 7-65, 6-4                 | Tableau |
| 15 | 17/02/2014 | Delray Beach Open by The Venetian Las Vegas, Delray Beach       | ATP 250      | 474 005 $      | Dur (ext.)   | Marin Čilić            | Kevin Anderson         | 7-66, 67-7, 6-4           | Tableau |
| 16 | 24/02/2014 | Dubai Duty Free Tennis Championships, Dubaï                     | ATP 500      | 1 928 340 $    | Dur (ext.)   | Roger Federer          | Tomáš Berdych          | 3-6, 6-4, 6-3             | Tableau |
| 17 | 24/02/2014 | Abierto Mexicano Telcel, Acapulco                               | ATP 500      | 1 309 770 $    | Dur (ext.)   | Grigor Dimitrov        | Kevin Anderson         | 7-61, 3-6, 7-65           | Tableau |
| 18 | 24/02/2014 | Brasil Open, São Paulo                                          | ATP 250      | 474 005 $      | Terre (int.) | Federico Delbonis      | Paolo Lorenzi          | 4-6, 6-3, 6-4             | Tableau |
| 19 | 06/03/2014 | BNP Paribas Open, Indian Wells                                  | Masters 1000 | 5 240 015 $    | Dur (ext.)   | Novak Djokovic         | Roger Federer          | 3-6, 6-3, 7-63            | Tableau |
| 20 | 19/03/2014 | Sony Open Tennis, Miami                                         | Masters 1000 | 4 720 380 $    | Dur (ext.)   | Novak Djokovic         | Rafael Nadal           | 6-3, 6-3                  | Tableau |
| 21 | 07/04/2014 | Grand Prix Hassan II, Casablanca                                | ATP 250      | 426 605 €      | Terre (ext.) | Guillermo García-López | Marcel Granollers      | 5-7, 6-4, 6-3             | Tableau |
| 22 | 07/04/2014 | Fayez Sarofim & Co. U.S. Men's Clay Court Championship, Houston | ATP 250      | 474 005 $      | Terre (ext.) | Fernando Verdasco      | Nicolás Almagro        | 6-3, 7-64                 | Tableau |
| 23 | 14/04/2014 | Monte-Carlo Rolex Masters, Monte-Carlo                          | Masters 1000 | 2 884 675 €    | Terre (ext.) | Stanislas Wawrinka     | Roger Federer          | 4-6, 7-65, 6-2            | Tableau |
| 24 | 21/04/2014 | Barcelona Open BancSabadell, Barcelone                          | ATP 500      | 1 845 585 €    | Terre (ext.) | Kei Nishikori          | Santiago Giraldo       | 6-2, 6-2                  | Tableau |
| 25 | 21/04/2014 | BRD Nastase Tiriac Trophy, Bucarest                             | ATP 250      | 426 605 €      | Terre (ext.) | Grigor Dimitrov        | Lukáš Rosol            | 7-62, 6-1                 | Tableau |
| 26 | 28/04/2014 | BMW Open by FWU AG, Munich                                      | ATP 250      | 426 605 €      | Terre (ext.) | Martin Kližan          | Fabio Fognini          | 2-6, 6-1, 6-2             | Tableau |
| 27 | 28/04/2014 | Portugal Open, Oeiras                                           | ATP 250      | 426 605 €      | Terre (ext.) | Carlos Berlocq         | Tomáš Berdych          | 0-6, 7-5, 6-1             | Tableau |
| 28 | 05/05/2014 | Mutua Madrid Open, Madrid                                       | Masters 1000 | 3 671 405 €    | Terre (ext.) | Rafael Nadal           | Kei Nishikori          | 2-6, 6-4, 3-0 ab.         | Tableau |
| 29 | 12/05/2014 | Internazionali BNL d'Italia, Rome                               | Masters 1000 | 2 884 675 €    | Terre (ext.) | Novak Djokovic         | Rafael Nadal           | 4-6, 6-3, 6-3             | Tableau |
| 30 | 19/05/2014 | Düsseldorf Open, Düsseldorf                                     | ATP 250      | 426 605 €      | Terre (ext.) | Philipp Kohlschreiber  | Ivo Karlović           | 6-2, 7-64                 | Tableau |
| 31 | 19/05/2014 | Open de Nice Côte d'Azur, Nice                                  | ATP 250      | 426 605 €      | Terre (ext.) | Ernests Gulbis         | Federico Delbonis      | 6-1, 7-65                 | Tableau |
| 32 | 26/05/2014 | Roland-Garros, Paris                                            | G. Chelem    | 11 552 000 €   | Terre (ext.) | Rafael Nadal           | Novak Djokovic         | 3-6, 7-5, 6-2, 6-4        | Tableau |
| 33 | 09/06/2014 | Gerry Weber Open, Halle (Westf.)                                | ATP 250      | 711 010 €      | Gazon (ext.) | Roger Federer          | Alejandro Falla        | 7-62, 7-63                | Tableau |
| 34 | 09/06/2014 | AEGON Championships, Londres                                    | ATP 250      | 711 010 €      | Gazon (ext.) | Grigor Dimitrov        | Feliciano López        | 68-7, 7-61, 7-66          | Tableau |
| 35 | 16/06/2014 | Topshelf Open, Bois-le-Duc                                      | ATP 250      | 426 605 €      | Gazon (ext.) | Roberto Bautista-Agut  | Benjamin Becker        | 2-6, 7-62, 6-4            | Tableau |
| 36 | 16/06/2014 | AEGON International, Eastbourne                                 | ATP 250      | 503 185 €      | Gazon (ext.) | Feliciano López        | Richard Gasquet        | 6-3, 65-7, 7-5            | Tableau |
| 37 | 23/06/2014 | The Championships, Wimbledon                                    | G. Chelem    | 11 715 000 £   | Gazon (ext.) | Novak Djokovic         | Roger Federer          | 67-7, 6-4, 7-64, 5-7, 6-4 | Tableau |
| 38 | 07/07/2014 | SkiStar Swedish Open, Båstad                                    | ATP 250      | 426 605 €      | Terre (ext.) | Pablo Cuevas           | João Sousa             | 6-2, 6-1                  | Tableau |
| 39 | 07/07/2014 | MercedesCup, Stuttgart                                          | ATP 250      | 426 605 €      | Terre (ext.) | Roberto Bautista-Agut  | Lukáš Rosol            | 6-3, 4-6, 6-2             | Tableau |
| 40 | 07/07/2014 | Hall of Fame Tennis Championships, Newport                      | ATP 250      | 474 005 $      | Gazon (ext.) | Lleyton Hewitt         | Ivo Karlović           | 6-3, 64-7, 7-63           | Tableau |
| 41 | 14/07/2014 | bet-at-home Open - German Tennis Championships, Hambourg        | ATP 500      | 1 190 700 €    | Terre (ext.) | Leonardo Mayer         | David Ferrer           | 63-7, 6-1, 7-64           | Tableau |
| 42 | 14/07/2014 | Claro Open Colombia, Bogota                                     | ATP 250      | 663 610 $      | Dur (ext.)   | Bernard Tomic          | Ivo Karlović           | 7-65, 3-6, 7-64           | Tableau |
| 43 | 21/07/2014 | BB&T Atlanta Open, Atlanta                                      | ATP 250      | 568 805 $      | Dur (ext.)   | John Isner             | Dudi Sela              | 6-3, 6-4                  | Tableau |
| 44 | 21/07/2014 | Crédit Agricole Suisse Open Gstaad, Gstaad                      | ATP 250      | 426 605 €      | Terre (ext.) | Pablo Andújar          | Juan Mónaco            | 6-3, 7-5                  | Tableau |
| 45 | 21/07/2014 | Vegeta Croatia Open Umag, Umag                                  | ATP 250      | 426 605 €      | Terre (ext.) | Pablo Cuevas           | Tommy Robredo          | 6-3, 6-4                  | Tableau |
| 46 | 28/07/2014 | bet-at-home Cup, Kitzbühel                                      | ATP 250      | 426 605 €      | Terre (ext.) | David Goffin           | Dominic Thiem          | 4-6, 6-1, 6-3             | Tableau |
| 47 | 28/07/2014 | Citi Open, Washington D.C.                                      | ATP 500      | 1 399 700 $    | Dur (ext.)   | Milos Raonic           | Vasek Pospisil         | 6-1, 6-4                  | Tableau |
| 48 | 04/08/2014 | Coupe Rogers, Toronto                                           | Masters 1000 | 3 146 920 $    | Dur (ext.)   | Jo-Wilfried Tsonga     | Roger Federer          | 7-5, 7-63                 | Tableau |
| 49 | 11/08/2014 | Western & Southern Open, Cincinnati                             | Masters 1000 | 3 356 715 $    | Dur (ext.)   | Roger Federer          | David Ferrer           | 6-3, 1-6, 6-2             | Tableau |
| 50 | 18/08/2014 | Winston-Salem Open, Winston-Salem                               | ATP 250      | 598 260 $      | Dur (ext.)   | Lukáš Rosol            | Jerzy Janowicz         | 3-6, 7-63, 7-5            | Tableau |
| 51 | 25/08/2014 | US Open, Flushing Meadows                                       | G. Chelem    | 17 851 868 $   | Dur (ext.)   | Marin Čilić            | Kei Nishikori          | 6-3, 6-3, 6-3             | Tableau |
| 52 | 15/09/2014 | Moselle Open, Metz                                              | ATP 250      | 426 605 €      | Dur (int.)   | David Goffin           | João Sousa             | 6-4, 6-3                  | Tableau |
| 53 | 22/09/2014 | Malaysian Open, Kuala Lumpur                                    | ATP 250      | 910 520 $      | Dur (int.)   | Kei Nishikori          | Julien Benneteau       | 7-64, 6-4                 | Tableau |
| 54 | 22/09/2014 | Shenzhen Open, Shenzhen                                         | ATP 250      | 590 230 $      | Dur (ext.)   | Andy Murray            | Tommy Robredo          | 5-7, 7-69, 6-1            | Tableau |
| 55 | 29/09/2014 | China Open, Pékin                                               | ATP 500      | 2 500 470 $    | Dur (ext.)   | Novak Djokovic         | Tomáš Berdych          | 6-0, 6-2                  | Tableau |
| 56 | 29/09/2014 | Rakuten Japan Open Tennis Championships, Tokyo                  | ATP 500      | 1 228 825 $    | Dur (ext.)   | Kei Nishikori          | Milos Raonic           | 7-65, 4-6, 6-4            | Tableau |
| 57 | 05/10/2014 | Shanghai Rolex Masters, Shanghai                                | Masters 1000 | 4 195 895 $    | Dur (ext.)   | Roger Federer          | Gilles Simon           | 7-66, 7-62                | Tableau |
| 58 | 13/10/2014 | Kremlin Cup by Bank of Moscow, Moscou                           | ATP 250      | 776 620 $      | Dur (int.)   | Marin Čilić            | Roberto Bautista-Agut  | 6-4, 6-4                  | Tableau |
| 59 | 13/10/2014 | If Stockholm Open, Stockholm                                    | ATP 250      | 521 405 €      | Dur (int.)   | Tomáš Berdych          | Grigor Dimitrov        | 5-7, 6-4, 6-4             | Tableau |
| 60 | 13/10/2014 | Erste Bank Open, Vienne                                         | ATP 250      | 521 405 €      | Dur (int.)   | Andy Murray            | David Ferrer           | 5-7, 6-2, 7-5             | Tableau |
| 61 | 20/10/2014 | Valencia Open 500, Valence                                      | ATP 500      | 1 615 780 €    | Dur (int.)   | Andy Murray            | Tommy Robredo          | 3-6, 7-67, 7-68           | Tableau |
| 62 | 20/10/2014 | Swiss Indoors Basel, Bâle                                       | ATP 500      | 1 458 610 €    | Dur (int.)   | Roger Federer          | David Goffin           | 6-2, 6-2                  | Tableau |
| 63 | 27/10/2014 | BNP Paribas Masters, Paris                                      | Masters 1000 | 2 884 675 €    | Dur (int.)   | Novak Djokovic         | Milos Raonic           | 6-2, 6-3                  | Tableau |
| 64 | 09/11/2014 | Barclays ATP World Tour Finals, Londres                         | Masters      | 6 500 000 $    | Dur (int.)   | Novak Djokovic         | Roger Federer          | Forfait                   | Tableau |

### Double
| No | Date       | Nom et lieu du tournoi                                         | Catégorie    | Dotation       | Surface      | Vainqueurs                              | Finalistes                              | Score                     | [ 1 ]   |
| -- | ---------- | -------------------------------------------------------------- | ------------ | -------------- | ------------ | --------------------------------------- | --------------------------------------- | ------------------------- | ------- |
| 1  | 29/12/2013 | Brisbane International by Suncorp Brisbane                     | ATP 250      | 452 670 $      | Dur (ext.)   | Mariusz Fyrstenberg Daniel Nestor       | Juan Sebastián Cabal Robert Farah       | 64-7, 6-4, [10-7]         | Tableau |
| 2  | 30/12/2013 | Qatar ExxonMobil Open Doha                                     | ATP 250      | 1 096 910 $    | Dur (ext.)   | Tomáš Berdych Jan Hájek                 | Alexander Peya Bruno Soares             | 6-2, 6-4                  | Tableau |
| 3  | 30/12/2013 | Aircel Chennai Open Chennai                                    | ATP 250      | 399 985 $      | Dur (ext.)   | Johan Brunström Frederik Nielsen        | Marin Draganja Mate Pavić               | 6-2, 4-6, [10-7]          | Tableau |
| 4  | 06/01/2014 | Apia International Sydney Sydney                               | ATP 250      | 452 670 $      | Dur (ext.)   | Daniel Nestor Nenad Zimonjić            | Rohan Bopanna Aisam-Ul-Haq Qureshi      | 7-63, 7-63                | Tableau |
| 5  | 06/01/2014 | Heineken Open Auckland                                         | ATP 250      | 455 190 $      | Dur (ext.)   | Julian Knowle Marcelo Melo              | Alexander Peya Bruno Soares             | 4-6, 6-3, [10-5]          | Tableau |
| 6  | 13/01/2014 | Australian Open Melbourne                                      | G. Chelem    | 14 982 200 AU$ | Dur (ext.)   | Łukasz Kubot Robert Lindstedt           | Eric Butorac Raven Klaasen              | 6-3, 6-3                  | Tableau |
| 7  | 03/02/2014 | Open Sud de France Montpellier                                 | ATP 250      | 426 605 €      | Dur (int.)   | Nikolay Davydenko Denis Istomin         | Marc Gicquel Nicolas Mahut              | 6-4, 1-6, [10-7]          | Tableau |
| 8  | 03/02/2014 | PBZ Zagreb Indoors Zagreb                                      | ATP 250      | 426 605 €      | Dur (int.)   | Jean-Julien Rojer Horia Tecău           | Philipp Marx Michal Mertiňák            | 3-6, 6-4, [10-2]          | Tableau |
| 9  | 03/02/2014 | Royal Guard Open Chile Viña del Mar                            | ATP 250      | 426 605 $      | Terre (ext.) | Oliver Marach Florin Mergea             | Juan Sebastián Cabal Robert Farah       | 6-3, 6-4                  | Tableau |
| 10 | 10/02/2014 | ABN AMRO World Tennis Tournament Rotterdam                     | ATP 500      | 1 369 305 €    | Dur (int.)   | Michaël Llodra Nicolas Mahut            | Jean-Julien Rojer Horia Tecău           | 6-2, 7-64                 | Tableau |
| 11 | 10/02/2014 | U.S. National Indoor Tennis Championships Memphis              | ATP 250      | 568 805 $      | Dur (int.)   | Eric Butorac Raven Klaasen              | Bob Bryan Mike Bryan                    | 6-4, 6-4                  | Tableau |
| 12 | 10/02/2014 | Copa Claro Buenos Aires                                        | ATP 250      | 488 890 $      | Terre (ext.) | Marcel Granollers Marc López            | Pablo Cuevas Horacio Zeballos           | 7-5, 6-4                  | Tableau |
| 13 | 17/02/2014 | Rio Open by Claro hdtv Rio de Janeiro                          | ATP 500      | 1 309 770 $    | Terre (ext.) | Juan Sebastián Cabal Robert Farah       | David Marrero Marcelo Melo              | 6-4, 6-2                  | Tableau |
| 14 | 17/02/2014 | Open 13 Marseille                                              | ATP 250      | 549 260 €      | Dur (int.)   | Julien Benneteau Édouard Roger-Vasselin | Paul Hanley Jonathan Marray             | 4-6, 7-66, [13-11]        | Tableau |
| 15 | 17/02/2014 | Delray Beach Open by The Venetian Las Vegas Delray Beach       | ATP 250      | 474 005 $      | Dur (ext.)   | Bob Bryan Mike Bryan                    | František Čermák Mikhail Elgin          | 6-2, 6-3                  | Tableau |
| 16 | 24/02/2014 | Dubai Duty Free Tennis Championships Dubaï                     | ATP 500      | 1 928 340 $    | Dur (ext.)   | Rohan Bopanna Aisam-Ul-Haq Qureshi      | Daniel Nestor Nenad Zimonjić            | 6-4, 6-3                  | Tableau |
| 17 | 24/02/2014 | Abierto Mexicano Telcel Acapulco                               | ATP 500      | 1 309 770 $    | Dur (ext.)   | Kevin Anderson Matthew Ebden            | Feliciano López Max Mirnyi              | 6-3, 6-3                  | Tableau |
| 18 | 24/02/2014 | Brasil Open São Paulo                                          | ATP 250      | 474 005 $      | Terre (int.) | Guillermo García-López Philipp Oswald   | Juan Sebastián Cabal Robert Farah       | 5-7, 6-4, [15-13]         | Tableau |
| 19 | 06/03/2014 | BNP Paribas Open Indian Wells                                  | Masters 1000 | 5 240 015 $    | Dur (ext.)   | Bob Bryan Mike Bryan                    | Alexander Peya Bruno Soares             | 6-4, 6-3                  | Tableau |
| 20 | 19/03/2014 | Sony Open Tennis Miami                                         | Masters 1000 | 4 720 380 $    | Dur (ext.)   | Bob Bryan Mike Bryan                    | Juan Sebastián Cabal Robert Farah       | 7-68, 6-4                 | Tableau |
| 21 | 07/04/2014 | Grand Prix Hassan II Casablanca                                | ATP 250      | 426 605 €      | Terre (ext.) | Jean-Julien Rojer Horia Tecău           | Tomasz Bednarek Lukáš Dlouhý            | 6-2, 6-2                  | Tableau |
| 22 | 07/04/2014 | Fayez Sarofim & Co. U.S. Men's Clay Court Championship Houston | ATP 250      | 474 005 $      | Terre (ext.) | Bob Bryan Mike Bryan                    | David Marrero Fernando Verdasco         | 4-6, 6-4, [11-9]          | Tableau |
| 23 | 14/04/2014 | Monte-Carlo Rolex Masters Monte-Carlo                          | Masters 1000 | 2 884 675 €    | Terre (ext.) | Bob Bryan Mike Bryan                    | Ivan Dodig Marcelo Melo                 | 6-3, 3-6, [10-8]          | Tableau |
| 24 | 21/04/2014 | Barcelona Open BancSabadell Barcelone                          | ATP 500      | 1 845 585 €    | Terre (ext.) | Jesse Huta Galung Stéphane Robert       | Daniel Nestor Nenad Zimonjić            | 6-3, 6-3                  | Tableau |
| 25 | 21/04/2014 | BRD Nastase Tiriac Trophy Bucarest                             | ATP 250      | 426 605 €      | Terre (ext.) | Jean-Julien Rojer Horia Tecău           | Mariusz Fyrstenberg Marcin Matkowski    | 6-4, 6-4                  | Tableau |
| 26 | 28/04/2014 | BMW Open by FWU AG Munich                                      | ATP 250      | 426 605 €      | Terre (ext.) | Jamie Murray John Peers                 | Colin Fleming Ross Hutchins             | 6-4, 6-2                  | Tableau |
| 27 | 28/04/2014 | Portugal Open Oeiras                                           | ATP 250      | 426 605 €      | Terre (ext.) | Santiago González Scott Lipsky          | Pablo Cuevas David Marrero              | 6-3, 3-6, [10-8]          | Tableau |
| 28 | 05/05/2014 | Mutua Madrid Open Madrid                                       | Masters 1000 | 3 671 405 €    | Terre (ext.) | Daniel Nestor Nenad Zimonjić            | Bob Bryan Mike Bryan                    | 6-4, 6-2                  | Tableau |
| 29 | 12/05/2014 | Internazionali BNL d'Italia Rome                               | Masters 1000 | 2 884 675 €    | Terre (ext.) | Daniel Nestor Nenad Zimonjić            | Robin Haase Feliciano López             | 6-4, 7-62                 | Tableau |
| 30 | 19/05/2014 | Düsseldorf Open Düsseldorf                                     | ATP 250      | 426 605 €      | Terre (ext.) | Santiago González Scott Lipsky          | Martin Emmrich Christopher Kas          | 7-5, 4-6, [10-3]          | Tableau |
| 31 | 19/05/2014 | Open de Nice Côte d'Azur Nice                                  | ATP 250      | 426 605 €      | Terre (ext.) | Martin Kližan Philipp Oswald            | Rohan Bopanna Aisam-Ul-Haq Qureshi      | 6-2, 6-0                  | Tableau |
| 32 | 26/05/2014 | Roland-Garros Paris                                            | G. Chelem    | 11 552 000 €   | Terre (ext.) | Julien Benneteau Édouard Roger-Vasselin | Marcel Granollers Marc López            | 6-3, 7-61                 | Tableau |
| 33 | 09/06/2014 | Gerry Weber Open Halle (Westf.)                                | ATP 250      | 711 010 €      | Gazon (ext.) | Andre Begemann Julian Knowle            | Marco Chiudinelli Roger Federer         | 1-6, 7-5, [12-10]         | Tableau |
| 34 | 09/06/2014 | AEGON Championships Londres                                    | ATP 250      | 711 010 €      | Gazon (ext.) | Alexander Peya Bruno Soares             | Jamie Murray John Peers                 | 4-6, 7-64, [10-4]         | Tableau |
| 35 | 16/06/2014 | Topshelf Open Bois-le-Duc                                      | ATP 250      | 426 605 €      | Gazon (ext.) | Jean-Julien Rojer Horia Tecău           | Santiago González Scott Lipsky          | 6-3, 7-63                 | Tableau |
| 36 | 16/06/2014 | AEGON International Eastbourne                                 | ATP 250      | 503 185 €      | Gazon (ext.) | Treat Conrad Huey Dominic Inglot        | Alexander Peya Bruno Soares             | 7-5, 5-7, [10-8]          | Tableau |
| 37 | 23/06/2014 | The Championships Wimbledon                                    | G. Chelem    | 11 715 000 £   | Gazon (ext.) | Vasek Pospisil Jack Sock                | Bob Bryan Mike Bryan                    | 7-65, 63-7, 6-4, 3-6, 7-5 | Tableau |
| 38 | 07/07/2014 | SkiStar Swedish Open Båstad                                    | ATP 250      | 426 605 €      | Terre (ext.) | Johan Brunström Nicholas Monroe         | Jérémy Chardy Oliver Marach             | 4-6, 7-65, [10-7]         | Tableau |
| 39 | 07/07/2014 | MercedesCup Stuttgart                                          | ATP 250      | 426 605 €      | Terre (ext.) | Mateusz Kowalczyk Artem Sitak           | Guillermo García-López Philipp Oswald   | 2-6, 6-1, [10-7]          | Tableau |
| 40 | 07/07/2014 | Hall of Fame Tennis Championships Newport                      | ATP 250      | 474 005 $      | Gazon (ext.) | Chris Guccione Lleyton Hewitt           | Jonathan Erlich Rajeev Ram              | 7-5, 6-4                  | Tableau |
| 41 | 14/07/2014 | bet-at-home Open - German Tennis Championships Hambourg        | ATP 500      | 1 190 700 €    | Terre (ext.) | Marin Draganja Florin Mergea            | Alexander Peya Bruno Soares             | 6-4, 7-5                  | Tableau |
| 42 | 14/07/2014 | Claro Open Colombia Bogota                                     | ATP 250      | 663 610 $      | Dur (ext.)   | Samuel Groth Chris Guccione             | Nicolás Barrientos Juan Sebastián Cabal | 7-65, 63-7, [11-9]        | Tableau |
| 43 | 21/07/2014 | BB&T Atlanta Open Atlanta                                      | ATP 250      | 568 805 $      | Dur (ext.)   | Vasek Pospisil Jack Sock                | Steve Johnson Sam Querrey               | 6-3, 5-7, [10-5]          | Tableau |
| 44 | 21/07/2014 | Crédit Agricole Suisse Open Gstaad Gstaad                      | ATP 250      | 426 605 €      | Terre (ext.) | Andre Begemann Robin Haase              | Rameez Junaid Michal Mertiňák           | 6-3, 6-4                  | Tableau |
| 45 | 21/07/2014 | Vegeta Croatia Open Umag Umag                                  | ATP 250      | 426 605 €      | Terre (ext.) | František Čermák Lukáš Rosol            | Dušan Lajović Franko Škugor             | 6-4, 7-65                 | Tableau |
| 46 | 28/07/2014 | bet-at-home Cup Kitzbühel                                      | ATP 250      | 426 605 €      | Terre (ext.) | Henri Kontinen Jarkko Nieminen          | Daniele Bracciali Andrey Golubev        | 6-1, 6-4                  | Tableau |
| 47 | 28/07/2014 | Citi Open Washington D.C.                                      | ATP 500      | 1 399 700 $    | Dur (ext.)   | Jean-Julien Rojer Horia Tecău           | Samuel Groth Leander Paes               | 7-5, 6-4                  | Tableau |
| 48 | 04/08/2014 | Coupe Rogers Toronto                                           | Masters 1000 | 3 146 920 $    | Dur (ext.)   | Alexander Peya Bruno Soares             | Ivan Dodig Marcelo Melo                 | 6-4, 6-3                  | Tableau |
| 49 | 11/08/2014 | Western & Southern Open Cincinnati                             | Masters 1000 | 3 356 715 $    | Dur (ext.)   | Bob Bryan Mike Bryan                    | Vasek Pospisil Jack Sock                | 6-3, 6-2                  | Tableau |
| 50 | 18/08/2014 | Winston-Salem Open Winston-Salem                               | ATP 250      | 598 260 $      | Dur (ext.)   | Juan Sebastián Cabal Robert Farah       | Jamie Murray John Peers                 | 6-3, 6-4                  | Tableau |
| 51 | 25/08/2014 | US Open Flushing Meadows                                       | G. Chelem    | 17 851 868 $   | Dur (ext.)   | Bob Bryan Mike Bryan                    | Marcel Granollers Marc López            | 6-3, 6-4                  | Tableau |
| 52 | 15/09/2014 | Moselle Open Metz                                              | ATP 250      | 426 605 €      | Dur (int.)   | Mariusz Fyrstenberg Marcin Matkowski    | Marin Draganja Henri Kontinen           | 63-7, 6-3, [10-8]         | Tableau |
| 53 | 22/09/2014 | Malaysian Open Kuala Lumpur                                    | ATP 250      | 910 520 $      | Dur (int.)   | Marcin Matkowski Leander Paes           | Jamie Murray John Peers                 | 3-6, 7-65, [10-5]         | Tableau |
| 54 | 22/09/2014 | Shenzhen Open Shenzhen                                         | ATP 250      | 590 230 $      | Dur (ext.)   | Jean-Julien Rojer Horia Tecău           | Samuel Groth Chris Guccione             | 6-4, 7-64                 | Tableau |
| 55 | 29/09/2014 | China Open Pékin                                               | ATP 500      | 2 500 470 $    | Dur (ext.)   | Jean-Julien Rojer Horia Tecău           | Julien Benneteau Vasek Pospisil         | 6-7, 7-5, [10-5]          | Tableau |
| 56 | 29/09/2014 | Rakuten Japan Open Tennis Championships Tokyo                  | ATP 500      | 1 228 825 $    | Dur (ext.)   | Pierre-Hugues Herbert Michał Przysiężny | Ivan Dodig Marcelo Melo                 | 6-3, 63-7, [10-5]         | Tableau |
| 57 | 05/10/2014 | Shanghai Rolex Masters Shanghai                                | Masters 1000 | 4 195 895 $    | Dur (ext.)   | Bob Bryan Mike Bryan                    | Julien Benneteau Édouard Roger-Vasselin | 6-3, 7-63                 | Tableau |
| 58 | 13/10/2014 | Kremlin Cup by Bank of Moscow Moscou                           | ATP 250      | 776 620 $      | Dur (int.)   | František Čermák Jiří Veselý            | Samuel Groth Chris Guccione             | 7-62, 7-5                 | Tableau |
| 59 | 13/10/2014 | If Stockholm Open Stockholm                                    | ATP 250      | 521 405 €      | Dur (int.)   | Eric Butorac Raven Klaasen              | Treat Conrad Huey Jack Sock             | 6-4, 6-3                  | Tableau |
| 60 | 13/10/2014 | Erste Bank Open Vienne                                         | ATP 250      | 521 405 €      | Dur (int.)   | Jürgen Melzer Philipp Petzschner        | Andre Begemann Julian Knowle            | 7-66, 4-6, [10-7]         | Tableau |
| 61 | 20/10/2014 | Valencia Open 500 Valence                                      | ATP 500      | 1 615 780 €    | Dur (int.)   | Jean-Julien Rojer Horia Tecău           | Kevin Anderson Jérémy Chardy            | 6-4, 6-2                  | Tableau |
| 62 | 20/10/2014 | Swiss Indoors Basel Bâle                                       | ATP 500      | 1 458 610 €    | Dur (int.)   | Vasek Pospisil Nenad Zimonjić           | Marin Draganja Henri Kontinen           | 7-613, 1-6, [10-5]        | Tableau |
| 63 | 27/10/2014 | BNP Paribas Masters Paris                                      | Masters 1000 | 2 884 675 €    | Dur (int.)   | Bob Bryan Mike Bryan                    | Marcin Matkowski Jürgen Melzer          | 7-65, 5-7, [10-6]         | Tableau |
| 64 | 09/11/2014 | Barclays ATP World Tour Finals Londres                         | Masters      | 6 500 000 $    | Dur (int.)   | Bob Bryan Mike Bryan                    | Ivan Dodig Marcelo Melo                 | 65-7, 6-2, [10-7]         | Tableau |

### Double mixte
| No | Date       | Nom et lieu du tournoi      | Catégorie | Dotation    | Surface      | Vainqueurs                            | Finalistes                       | Score            |         |
| -- | ---------- | --------------------------- | --------- | ----------- | ------------ | ------------------------------------- | -------------------------------- | ---------------- | ------- |
| 1  | 13/01/2014 | Australian Open Melbourne   | G. Chelem | 456 250 AU$ | Dur (ext.)   | Kristina Mladenovic Daniel Nestor     | Sania Mirza Horia Tecău          | 6-3, 6-2         | Tableau |
| 2  | 25/05/2014 | Roland-Garros Paris         | G. Chelem | 397 000 €   | Terre (ext.) | Anna-Lena Grönefeld Jean-Julien Rojer | Julia Görges Nenad Zimonjić      | 4-6, 6-2, [10-7] | Tableau |
| 3  | 23/06/2014 | The Championships Wimbledon | G. Chelem | 350 000 £   | Gazon (ext.) | Samantha Stosur Nenad Zimonjić        | Chan Hao-Ching Max Mirnyi        | 6-4, 6-2         | Tableau |
| 4  | 25/08/2014 | US Open Flushing Meadows    | G. Chelem | 500 000 $   | Dur (ext.)   | Sania Mirza Bruno Soares              | Abigail Spears Santiago González | 6-1, 2-6, [11-9] | Tableau |

### Compétitions par équipes
| | France             | 1                         | -   | 3    | Suisse |   |  |
| --- | ------------------ | ------------------------- | --- | ---- | ------ | - |  |
| Stade Pierre-Mauroy, Villeneuve-d'Ascq, France |                    |                           |     |      |        |   |  |
| du 21 au 23 novembre 2014 sur terre battue (int.) |                    |                           |     |      |        |   |  |
| \| 1 \| \| Jo-Wilfried Tsonga \| 1 \| 6 \| 3 \| 2 \| \| \| 1 \| \| Stanislas Wawrinka \| 6 \| 3 \| 6 \| 6 \| \| \| 2 \| \| Gaël Monfils \| 6 \| 6 \| 6 \| \| \| \| 2 \| \| Roger Federer \| 1 \| 4 \| 3 \| \| \| \| 3 \| \| J. Benneteau - R. Gasquet \| 3 \| 5 \| 4 \| \| \| \| 3 \| \| R. Federer - S. Wawrinka \| 6 \| 7 \| 6 \| \| \| \| \| \| \| \| \| \| \| \| \| 4 \| \| Richard Gasquet \| 4 \| 2 \| 2 \| \| \| \| 4 \| \| Roger Federer \| 6 \| 6 \| 6 \| \| \| \| \| \| \| \| \| \| \| \| \| 5 \| \| Gaël Monfils \| Non \| joué \| \| \| \| \| 5 \| Stanislas Wawrinka \| \| \| \| \| \| \| \| \| \| \| \| \| \| \| \| |                    |                           |     |      |        |   |  |
| 1 |                    | Jo-Wilfried Tsonga        | 1   | 6    | 3      | 2 |  |
| 1 |                    | Stanislas Wawrinka        | 6   | 3    | 6      | 6 |  |
| 2 |                    | Gaël Monfils              | 6   | 6    | 6      |   |  |
| 2 |                    | Roger Federer             | 1   | 4    | 3      |   |  |
| 3 |                    | J. Benneteau - R. Gasquet | 3   | 5    | 4      |   |  |
| 3 |                    | R. Federer - S. Wawrinka  | 6   | 7    | 6      |   |  |
| |                    |                           |     |      |        |   |  |
| 4 |                    | Richard Gasquet           | 4   | 2    | 2      |   |  |
| 4 |                    | Roger Federer             | 6   | 6    | 6      |   |  |
| |                    |                           |     |      |        |   |  |
| 5 |                    | Gaël Monfils              | Non | joué |        |   |  |
| 5 | Stanislas Wawrinka |                           |     |      |        |   |  |
| |                    |                           |     |      |        |   |  |

| 1 |                    | Jo-Wilfried Tsonga        | 1   | 6    | 3 | 2 |  |
| 1 |                    | Stanislas Wawrinka        | 6   | 3    | 6 | 6 |  |
| 2 |                    | Gaël Monfils              | 6   | 6    | 6 |   |  |
| 2 |                    | Roger Federer             | 1   | 4    | 3 |   |  |
| 3 |                    | J. Benneteau - R. Gasquet | 3   | 5    | 4 |   |  |
| 3 |                    | R. Federer - S. Wawrinka  | 6   | 7    | 6 |   |  |
|   |                    |                           |     |      |   |   |  |
| 4 |                    | Richard Gasquet           | 4   | 2    | 2 |   |  |
| 4 |                    | Roger Federer             | 6   | 6    | 6 |   |  |
|   |                    |                           |     |      |   |   |  |
| 5 |                    | Gaël Monfils              | Non | joué |   |   |  |
| 5 | Stanislas Wawrinka |                           |     |      |   |   |  |
|   |                    |                           |     |      |   |   |  |

|  | Équipe 1 | Score | Équipe 2 |  |
|  | Pologne  | 1 – 2 | France   |  |

| Ordre des matchs | Joueurs                               | Points au premier set | Points au second set | Points au troisième set |
| ---------------- | ------------------------------------- | --------------------- | -------------------- | ----------------------- |
| 1                | Grzegorz Panfil                       | 3                     | 6                    | 3                       |
| 1                | Jo-Wilfried Tsonga                    | 6                     | 3                    | 6                       |
|                  |                                       |                       |                      |                         |
| 2                | Agnieszka Radwańska                   | 6                     | 69                   | 6                       |
| 2                | Alizé Cornet                          | 3                     | 7                    | 2                       |
|                  |                                       |                       |                      |                         |
| 3                | Agnieszka Radwańska - Grzegorz Panfil | 0                     | 2                    |                         |
| 3                | Alizé Cornet - Jo-Wilfried Tsonga     | 6                     | 6                    |                         |

## Informations statistiques
Les tournois sont listés par ordre chronologique.

### En simple
| Joueur                 | Nombre | Titres                                                      |
| ---------------------- | ------ | ----------------------------------------------------------- |
| Novak Djokovic         | 7      | Indian Wells, Miami, Rome, Wimbledon, Pékin, Paris, Masters |
| Roger Federer          | 5      | Dubaï, Halle, Cincinnati, Shanghai, Bâle                    |
| Marin Čilić            | 4      | Zagreb, Delray Beach, US Open, Moscou                       |
| Rafael Nadal           | 4      | Doha, Rio de Janeiro, Madrid, Roland-Garros                 |
| Kei Nishikori          | 4      | Memphis, Barcelone, Kuala Lumpur, Tokyo                     |
| Grigor Dimitrov        | 3      | Acapulco, Bucarest, Londres                                 |
| Andy Murray            | 3      | Shenzhen, Vienne, Valence                                   |
| Stanislas Wawrinka     | 3      | Chennai, Australian Open, Monte-Carlo                       |
| Roberto Bautista-Agut  | 2      | Bois-le-Duc, Stuttgart                                      |
| Tomáš Berdych          | 2      | Rotterdam, Stockholm                                        |
| Pablo Cuevas           | 2      | Båstad, Umag                                                |
| David Goffin           | 2      | Kitzbühel, Metz                                             |
| Ernests Gulbis         | 2      | Marseille, Nice                                             |
| Lleyton Hewitt         | 2      | Brisbane, Newport                                           |
| John Isner             | 2      | Auckland, Atlanta                                           |
| Pablo Andújar          | 1      | Gstaad                                                      |
| Carlos Berlocq         | 1      | Oeiras                                                      |
| Federico Delbonis      | 1      | São Paulo                                                   |
| Juan Martín del Potro  | 1      | Sydney                                                      |
| David Ferrer           | 1      | Buenos Aires                                                |
| Fabio Fognini          | 1      | Viña del Mar                                                |
| Guillermo García-López | 1      | Casablanca                                                  |
| Martin Kližan          | 1      | Munich                                                      |
| Philipp Kohlschreiber  | 1      | Düsseldorf                                                  |
| Feliciano López        | 1      | Eastbourne                                                  |
| Leonardo Mayer         | 1      | Hambourg                                                    |
| Gaël Monfils           | 1      | Montpellier                                                 |
| Milos Raonic           | 1      | Washington                                                  |
| Lukáš Rosol            | 1      | Winston-Salem                                               |
| Bernard Tomic          | 1      | Bogota                                                      |
| Jo-Wilfried Tsonga     | 1      | Toronto                                                     |
| Fernando Verdasco      | 1      | Houston                                                     |

| Joueur                | Début de carrière | Premier titre |
| Roberto Bautista-Agut | 2006              | Bois-le-Duc   |
| Pablo Cuevas          | 2004              | Båstad        |
| Federico Delbonis     | 2007              | São Paulo     |
| David Goffin          | 2009              | Kitzbühel     |
| Leonardo Mayer        | 2003              | Hambourg      |

#### Titres par nation
| Pays        | Nombre | Titre |
| Espagne     | 11     | Doha, Buenos Aires, Rio de Janeiro, Casablanca, Houston, Madrid, Roland-Garros, Bois-le-Duc, Eastbourne, Stuttgart, Gstaad |
| Suisse      | 8      | Chennai, Australian Open, Dubaï, Monte-Carlo, Halle, Cincinnati, Shanghai, Bâle                                            |
| Serbie      | 7      | Indian Wells, Miami, Rome, Wimbledon, Pékin, Paris, Masters                                                                |
| Argentine   | 4      | Sydney, São Paulo, Oeiras, Hambourg                                                                                        |
| Croatie     | 4      | Zagreb, Delray Beach, US Open, Moscou                                                                                      |
| Japon       | 4      | Memphis, Barcelone, Kuala Lumpur, Tokyo                                                                                    |
| Australie   | 3      | Brisbane, Newport, Bogota                                                                                                  |
| Bulgarie    | 3      | Acapulco, Bucarest, Londres                                                                                                |
| Tchéquie    | 3      | Rotterdam, Winston-Salem, Stockholm                                                                                        |
| Royaume-Uni | 3      | Shenzhen, Vienne, Valence                                                                                                  |
| Belgique    | 2      | Kitzbühel, Metz |
| États-Unis  | 2      | Auckland, Atlanta |
| France      | 2      | Montpellier, Toronto |
| Lettonie    | 2      | Marseille, Nice |
| Uruguay     | 2      | Båstad, Umag |
| Allemagne   | 1      | Düsseldorf |
| Canada      | 1      | Washington |
| Italie      | 1      | Viña del Mar |
| Slovaquie   | 1      | Munich |

#### Titres par surface et par nation
| Dur         | Nombre |
| ----------- | ------ |
| Suisse      | 6      |
| Serbie      | 5      |
| Croatie     | 4      |
| Japon       | 3      |
| Tchéquie    | 3      |
| Royaume-Uni | 3      |
| Australie   | 2      |
| États-Unis  | 2      |
| France      | 2      |
| Argentine   | 1      |
| Belgique    | 1      |
| Bulgarie    | 1      |
| Canada      | 1      |
| Espagne     | 1      |
| Lettonie    | 1      |

| Terre battue | Nombre |
| ------------ | ------ |
| Espagne      | 8      |
| Argentine    | 3      |
| Uruguay      | 2      |
| Allemagne    | 1      |
| Belgique     | 1      |
| Bulgarie     | 1      |
| Italie       | 1      |
| Japon        | 1      |
| Lettonie     | 1      |
| Serbie       | 1      |
| Slovaquie    | 1      |
| Suisse       | 1      |

| Gazon     | Nombre |
| --------- | ------ |
| Espagne   | 2      |
| Australie | 1      |
| Bulgarie  | 1      |
| Serbie    | 1      |
| Suisse    | 1      |

### En double
| Joueur                 | Nombre | Titres                                                                                                 |
| ---------------------- | ------ | --- |
| Bob Bryan              | 10     | Delray Beach, Indian Wells, Miami, Houston, Monte-Carlo, Cincinnati, US Open, Shanghai, Paris, Masters |
| Mike Bryan             | 10     | Delray Beach, Indian Wells, Miami, Houston, Monte-Carlo, Cincinnati, US Open, Shanghai, Paris, Masters |
| Jean-Julien Rojer      | 8      | Zagreb, Casablanca, Bucarest, Bois-le-Duc, Washington, Shenzhen, Pékin, Valence                        |
| Horia Tecău            | 8      | Zagreb, Casablanca, Bucarest, Bois-le-Duc, Washington, Shenzhen, Pékin, Valence                        |
| Daniel Nestor          | 4      | Brisbane, Sydney, Madrid, Rome                                                                         |
| Nenad Zimonjić         | 4      | Sydney, Madrid, Rome, Bâle                                                                             |
| Vasek Pospisil         | 3      | Wimbledon, Atlanta, Bâle                                                                               |
| Andre Begemann         | 2      | Halle, Gstaad                                                                                          |
| Julien Benneteau       | 2      | Marseille, Roland-Garros                                                                               |
| Johan Brunström        | 2      | Chennai, Båstad                                                                                        |
| Eric Butorac           | 2      | Memphis, Stockholm                                                                                     |
| Juan Sebastián Cabal   | 2      | Rio de Janeiro, Winston-Salem                                                                          |
| František Čermák       | 2      | Umag, Moscou                                                                                           |
| Robert Farah           | 2      | Rio de Janeiro, Winston-Salem                                                                          |
| Mariusz Fyrstenberg    | 2      | Brisbane, Metz                                                                                         |
| Santiago González      | 2      | Oeiras, Düsseldorf                                                                                     |
| Chris Guccione         | 2      | Newport, Bogota                                                                                        |
| Raven Klaasen          | 2      | Memphis, Stockholm                                                                                     |
| Julian Knowle          | 2      | Auckland, Halle                                                                                        |
| Scott Lipsky           | 2      | Oeiras, Düsseldorf                                                                                     |
| Marcin Matkowski       | 2      | Metz, Kuala Lumpur                                                                                     |
| Florin Mergea          | 2      | Viña del Mar, Hambourg                                                                                 |
| Philipp Oswald         | 2      | São Paulo, Nice                                                                                        |
| Alexander Peya         | 2      | Londres, Toronto                                                                                       |
| Édouard Roger-Vasselin | 2      | Marseille, Roland-Garros                                                                               |
| Bruno Soares           | 2      | Londres, Toronto                                                                                       |
| Jack Sock              | 2      | Wimbledon, Atlanta                                                                                     |

| Joueur                | Début de carrière | Premier titre  |
| Kevin Anderson        | 2007              | Acapulco       |
| Juan Sebastián Cabal  | 2011              | Rio de Janeiro |
| Marin Draganja        | 2009              | Hambourg       |
| Robert Farah          | 2010              | Rio de Janeiro |
| Jan Hájek             | 2000              | Doha           |
| Pierre-Hugues Herbert | 2010              | Tokyo          |
| Jesse Huta Galung     | 2004              | Barcelone      |
| Samuel Groth          | 2006              | Bogota         |
| Henri Kontinen        | 2007              | Kitzbühel      |
| Mateusz Kowalczyk     | 2005              | Stuttgart      |
| Philipp Oswald        | 2005              | São Paulo      |
| Vasek Pospisil        | 2007              | Wimbledon      |
| Michał Przysiężny     | 2001              | Tokyo          |
| Stéphane Robert       | 2001              | Barcelone      |
| Artem Sitak           | 2002              | Stuttgart      |
| Jiří Veselý           | 2009              | Moscou         |

#### Titres par nation
| Pays             | Nombre | Titre |
| États-Unis       | 17     | Memphis, Delray Beach, Indian Wells, Miami, Houston, Monte-Carlo, Oeiras, Düsseldorf, Wimbledon, Båstad, Atlanta, Cincinnati, US Open, Shanghai, Stockholm, Paris, Masters |
| Pays-Bas         | 10     | Zagreb, Casablanca, Barcelone, Bucarest, Bois-le-Duc, Gstaad, Washington, Shenzhen, Pékin, Valence                                                                         |
| Roumanie         | 10     | Viña del Mar, Zagreb, Casablanca, Bucarest, Bois-le-Duc, Hambourg, Washington, Shenzhen, Pékin, Valence                                                                    |
| Autriche         | 8      | Auckland, Viña del Mar, São Paulo, Nice, Halle, Londres, Toronto, Vienne                                                                                                   |
| Canada           | 7      | Brisbane, Sydney, Madrid, Rome, Wimbledon, Atlanta, Bâle |
| Pologne          | 6      | Brisbane, Australian Open, Stuttgart, Metz, Kuala Lumpur, Tokyo |
| France           | 5      | Rotterdam, Marseille, Barcelone, Roland-Garros, Tokyo |
| Australie        | 4      | Acapulco, Munich, Newport, Bogota |
| Serbie           | 4      | Sydney, Madrid, Rome, Bâle |
| Afrique du Sud   | 3      | Memphis, Acapulco, Stockholm |
| Allemagne        | 3      | Halle, Gstaad, Vienne |
| Brésil           | 3      | Auckland, Londres, Toronto |
| Tchéquie         | 3      | Doha, Umag, Moscou |
| Suède            | 3      | Chennai, Australian Open, Båstad |
| Colombie         | 2      | Rio de Janeiro, Winston-Salem |
| Espagne          | 2      | Buenos Aires, São Paulo |
| Inde             | 2      | Dubaï, Kuala Lumpur |
| Mexique          | 2      | Oeiras, Düsseldorf |
| Royaume-Uni      | 2      | Munich, Eastbourne |
| Croatie          | 1      | Hambourg |
| Danemark         | 1      | Chennai |
| Finlande         | 1      | Kitzbühel |
| Nouvelle-Zélande | 1      | Stuttgart |
| Ouzbékistan      | 1      | Montpellier |
| Pakistan         | 1      | Dubaï |
| Philippines      | 1      | Eastbourne |
| Russie           | 1      | Montpellier |
| Slovaquie        | 1      | Nice |

## Retraits du circuit
- Mahesh Bhupathi
- Paul Capdeville
- Nikolay Davydenko
- Rik De Voest
- Alessio Di Mauro
- Marc Gicquel
- Paul Hanley
- Ross Hutchins
- Björn Phau
- Andy Ram
- Bobby Reynolds
- Olivier Rochus